# Doedoe de Pinguïn

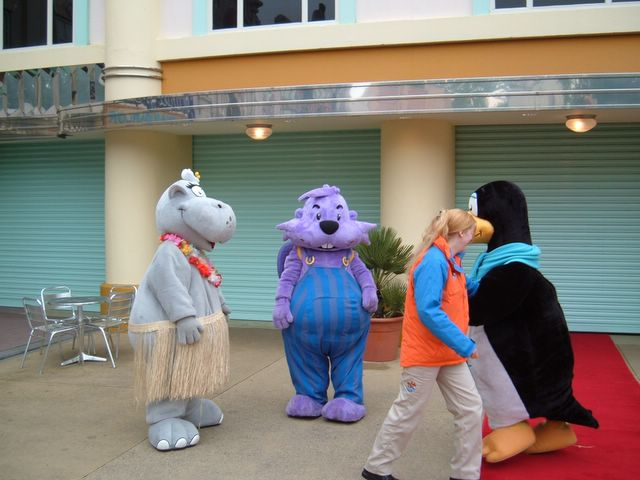
Doedoe de Pinguïn (rechts) samen met andere mascottes

Doedoe de Pinguïn is een van de mascottes van de Walibi (Walibi Sud-Ouest, Walibi Belgium, Walibi Rhône-Alpes en Walibi Holland) parken. Hij is actief gebruikt van 2005 tot en met 2010.

## Algemene informatie
Doedoe de Pinguïn is geïntroduceerd in 2005. Zijn naam wordt in Nederland ook weleens als Doudou geschreven. In het verhaal van Walibi heeft Walibi, Doedoe de Pinguïn ontmoet tijdens zijn wereldreis. Doedoe de Pinguïn zal nooit iemand kwaad doen. Hij heeft het altijd koud waardoor hij altijd brrr zegt tijdens shows.

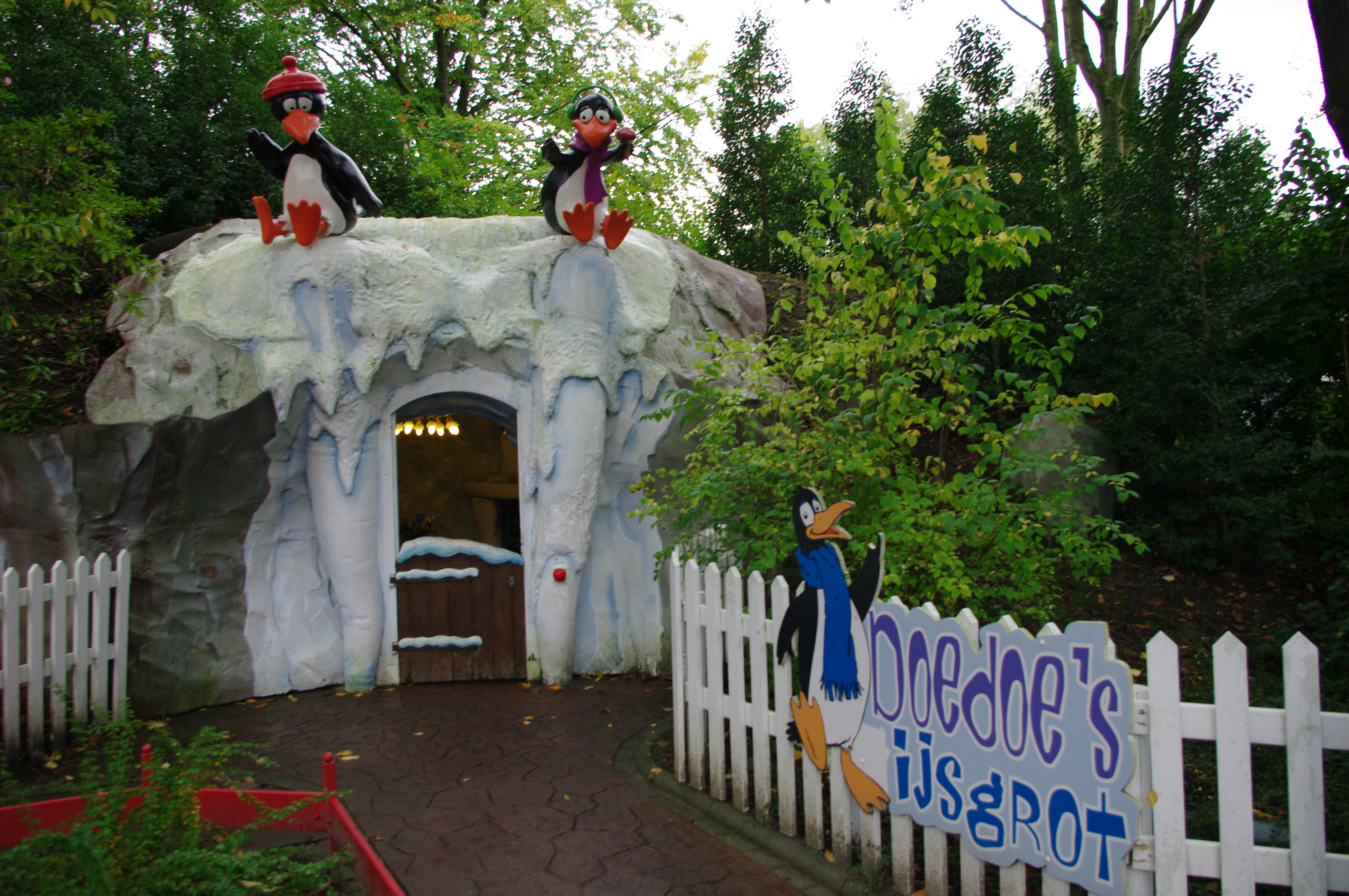
Het huisje waar Doedoe in woont

Afbeeldingen · Lijst van attracties